# Luchi Gonzalez
Luchi Gonzalez (Hialeah, 1980. július 14. –) amerikai korosztályos válogatott labdarúgó, edző.

## Pályafutása

### Labdarúgóként
Gonzalez a floridai Hialeah városában született.
2002-ben mutatkozott be a San Jose Earthquakes keretében. 2003 és 2008 között a Colorado Rapids, a Miami FC és a Minnesota Thunder, illetve a svéd Boden és a perui Sporting Cristal csapatát erősítette.
1997-ben, három mérkőzés erejéig tagja volt az amerikai U17-es válogatottnak.

### Edzőként
2012 és 2018 között a Dallas utánpótlás-nevelő akadémiájának igazgatója, míg 2019 és 2021 között az észak-amerikai első osztályban szereplő felnőtt keret edzője volt. 2021-től 2022-ig az amerikai válogatott segédedzőjeként tevékenykedett. 2023. január 1-jén a San Jose Earthquakes vezetőedzője lett.

## Edzői statisztika
| Csapat               | Nemzet                    | –tól               | –ig                  | Mérkőzések | Mérkőzések | Mérkőzések | Mérkőzések | Mérkőzések |
| Csapat               | Nemzet                    | –tól               | –ig                  | M          | Gy         | V          | D          | Gy %       |
| -------------------- | ------------------------- | ------------------ | -------------------- | ---------- | ---------- | ---------- | ---------- | ---------- |
| Dallas               | Amerikai Egyesült Államok | 2018. december 16. | 2021. szeptember 19. | 87         | 29         | 26         | 32         | 33,3       |
| San Jose Earthquakes | Amerikai Egyesült Államok | 2023. január 1.    | 2024. június 24.     | 59         | 14         | 17         | 28         | 23,7       |
| Összesen             | Összesen                  | Összesen           | Összesen             | 146        | 43         | 43         | 60         | 29,5       |